# Сі-Бріз (Північна Кароліна)
Сі-Бріз (англ. Sea Breeze) — переписна місцевість (CDP) в США, в окрузі Нью-Гановер штату Північна Кароліна. Населення — 2245 осіб (2020).

## Географія
Сі-Бріз розташоване за координатами 34°4′11″ пн. ш. 77°53′32″ зх. д. / 34.06972° пн. ш. 77.89222° зх. д. (34.069751, -77.892105).  За даними Бюро перепису населення США в 2010 році переписна місцевість мала площу 5,24 км², з яких 4,65 км² — суходіл та 0,59 км² — водойми.

## Демографія
Згідно з переписом 2010 року, у переписній місцевості мешкало 1969 осіб у 838 домогосподарствах у складі 611 родини. Густота населення становила 376 осіб/км².  Було 1011 помешкання (193/км²).
Расовий склад населення:
| - 88,2 % — білих - 8,2 % — чорних або афроамериканців - 1,1 % — азіатів - 0,6 % — корінних американців - 0,1 % — вихідців з тихоокеанських островів |

До двох чи більше рас належало 1,5 %. Частка іспаномовних становила 1,6 % від усіх жителів.
За віковим діапазоном населення розподілялося таким чином: 14,5 % — особи молодші 18 років, 60,4 % — особи у віці 18—64 років, 25,1 % — особи у віці 65 років та старші. Медіана віку мешканця становила 53,0 року. На 100 осіб жіночої статі у переписній місцевості припадало 93,8 чоловіків;  на 100 жінок у віці від 18 років та старших — 90,8 чоловіків також старших 18 років.
Середній дохід на одне домашнє господарство  становив 77 213 долари США (медіана — 52 070), а середній дохід на одну сім'ю — 86 722 долари (медіана — 57 545). За межею бідності перебувало 3,5 % осіб, у тому числі 0,0 % дітей у віці до 18 років та 7,2 % осіб у віці 65 років та старших.
Цивільне працевлаштоване населення становило 873 особи. Основні галузі зайнятості: освіта, охорона здоров'я та соціальна допомога — 22,5 %, мистецтво, розваги та відпочинок — 21,3 %, публічна адміністрація — 14,4 %, науковці, спеціалісти, менеджери — 8,8 %.